# ゴア準男爵
ゴア準男爵（ゴアじゅんだんしゃく、英: Gore baronets）は、準男爵位。アイルランドの準男爵位として3度創設され、すべて現存する。

## （マグヘラベッグの）ゴア準男爵（1622年）
ロンドン市長ジョン・ゴア(?–1636)の弟ポール・ゴア(?–1629)はアイルランドで騎兵部隊の指揮を委ねられ、1602年にロリー・オドンネルをアスローンに護送した功績により領地を与えられ、1610年に領地をドニゴール県マグヘラベッグ（Magherabeg）と交換した。彼は1613年から1615年までアイルランド庶民院議員を務めたのち、1622年2月2日にアイルランドにおける準男爵に叙された。
その長男である2代準男爵ラルフ・ゴア(?–c.1661)もアイルランド庶民院議員を務めた。彼は1641年アイルランド反乱の鎮圧の功績により連隊長に任命された。
その息子である3代準男爵ウィリアム・ゴア(bef.1657–c.1703)はアイルランド庶民院議員、ファーマナ県長官、ドニゴール県長官を務めた。
その息子である4代準男爵ラルフ・ゴア(1675?–1733)はリートリム県長官を務めたほか、アイルランド庶民院議員を30年間務め、在任中にアイルランド財務大臣、アイルランド庶民院議長を兼任したこともあった。
その息子である5代準男爵セント・ジョージ・ゴア(1722–1746)と6代準男爵ラルフ・ゴア(1725–1802)も相次いでアイルランド庶民院議員を務めた。5代準男爵は1726年に母方の祖父の名前「セント・ジョージ」を姓に加えたが、男子をもうけないまま死去した。6代準男爵は陸軍の軍人であり、1745年のフォントノワの戦い、1747年のラウフフェルトの戦いに参戦した。彼は1764年6月30日にアイルランド貴族であるドニゴール県マナー・ゴアにおけるゴア男爵、1768年8月25日にファーマナ県ベルイルにおけるベルイル子爵、1772年1月4日にファーマナ県におけるロス伯爵に叙されたが、息子が早世したため、爵位は1代で廃絶した。準男爵位については弟の息子にあたるラルフ・ゴア(1758–1842)が継承した。
2022年に7代準男爵の弟の来孫にあたる15代準男爵ヒュー・フレデリック・コーベット・ゴア(1934–2022)が死去した。2024年現在の当主はその息子に当たる16代準男爵ティモシー・ミルトン・コーベット・ゴア(1969–)である。彼は2009年に宮崎県出身の女性と結婚した。
- 初代準男爵サー・ポール・ゴア（英語版）（1629年没）
- 第2代準男爵サー・ラルフ・ゴア（英語版）（1661年ごろ没）
- 第3代準男爵サー・ウィリアム・ゴア（英語版）（1657年以前 – 1703年ごろ）
- 第4代準男爵サー・ラルフ・ゴア（1675年? – 1733年）
- 第5代準男爵サー・セント・ジョージ・ゴア＝セント・ジョージ（1722年 – 1746年）
- 第6代準男爵サー・ラルフ・ゴア（1725年 – 1802年）
  - 1764年、ゴア男爵に叙爵。1768年、ベルイル子爵に叙爵。1772年、ロス伯爵に叙爵。1802年、準男爵位以外の爵位が廃絶
- 第7代準男爵サー・ラルフ・ゴア（1758年 – 1842年）
- 第8代準男爵サー・セント・ジョージ・ゴア（1811年 – 1878年）
- 第9代準男爵サー・セント・ジョージ・ラルフ・ゴア（1841年 – 1887年）
- 第10代準男爵サー・ラルフ・セント・ジョージ・クロード・ゴア（1877年 – 1961年）
- 第11代準男爵サー・ラルフ・セント・ジョージ・ブライアン・ゴア（1908年 – 1973年）
- 第12代準男爵サー・セント・ジョージ・ラルフ・ゴア（1914年 – 1973年）
- 第13代準男爵サー・リチャード・ラルフ・セント・ジョージ・ゴア（1954年 – 1993年）
- 第14代準男爵サー・ナイジェル・ヒュー・セント・ジョージ・ゴア（1922年 – 2008年）
- 第15代準男爵サー・ヒュー・フレデリック・コーベット・ゴア（1934年 – 2022年）
- 第16代準男爵サー・ティモシー・ミルトン・コーベット・ゴア（1969年 – ）

爵位の推定相続人は現当主の遠戚（高祖父の弟の玄孫）にあたるウィリアム・ラルフ・セント・ジョン・ゴア（1952年 – ）で、その法定推定相続人は息子ラルフ・セント・ジョン・エドマンド・ゴア（1985年 – ）である。

## （ニュータウンの）ゴア準男爵（1662年）
前述の初代準男爵ポール・ゴアの次男で2代準男爵の弟にあたるアーサー・ゴア(c.1640–1697)はアイルランド庶民院議員を務め、1662年4月10日にアイルランドにおける準男爵に叙された。
その孫、曽孫にあたる2代準男爵アーサー・ゴア(c.1685–1742)、3代準男爵アーサー・ゴア(1703–1773)もアイルランド庶民院を長年にわたり務めた。3代準男爵は1758年8月15日にアイルランド貴族であるメイヨー県キャッスル・ゴアにおけるサッドリー子爵とウェックスフォード県ディープスにおけるサンダース男爵に、1762年4月12日にゴールウェイ県アラン諸島におけるアラン伯爵に叙され、以降準男爵位はアラン伯爵位の従属爵位となった。
初代準男爵の四男の息子にあたるジョン・ゴア(1718–1784)、ヘンリー・ゴア(1728–1793)はそれぞれ1766年、1789年にアナリー男爵に叙されたが、2人ともに男子をもうけず、爵位が1代で廃絶している。
- 初代準男爵サー・アーサー・ゴア（英語版）（1640年ごろ – 1697年）
- 第2代準男爵サー・アーサー・ゴア（英語版）（1685年ごろ – 1742年）
- 第3代準男爵サー・アーサー・ゴア（1703年 – 1773年）
  - 1758年、サッドリー子爵に叙爵。1773年、アラン伯爵に叙爵。以降はアラン伯爵 (アイルランド貴族)を参照

## （アーターマンの）ゴア、のちゴア＝ブース準男爵（1760年）
前述の初代準男爵ポール・ゴアの四男の曽孫でスライゴ県の地主ブース・ゴア(1712–1773)は1742年にリートリム県長官を務めたのち、1760年8月30日にアイルランドにおける準男爵に叙された。彼は1771年にスライゴ県長官も務めた。
その息子である3代準男爵ロバート・ニューコメン・ゴア(?–1814)は爵位継承から2か月後の1804年8月に「ブース」を姓に加えた。3代準男爵はスライゴ県長官を務めた。
その息子である4代準男爵ロバート・ゴア＝ブース(1805–1876)は連合王国庶民院議員、スライゴ統監を務めた。
2024年現在の当主は4代準男爵の玄孫にあたる9代準男爵ジョスリン・ヘンリー・ロバート・ゴア＝ブース(1950–)である。
- 初代準男爵サー・ブース・ゴア（1712年 – 1773年）
- 第2代準男爵サー・ブース・ゴア（1804年没）
- 第3代準男爵サー・ロバート・ニューコメン・ゴア＝ブース（1814年没）
- 第4代準男爵サー・ロバート・ゴア＝ブース（英語版）（1805年 – 1876年）
- 第5代準男爵サー・ヘンリー・ウィリアム・ゴア＝ブース（英語版）（1843年 – 1900年）
- 第6代準男爵サー・ジョスリン・オーガスタス・リチャード・ゴア＝ブース（1869年 – 1944年）
- 第7代準男爵サー・マイケル・サヴィル・ゴア＝ブース（1908年 – 1987年）
- 第8代準男爵サー・アンガス・ジョスリン・ゴア＝ブース（1920年 – 1996年）
- 第9代準男爵サー・ジョスリン・ヘンリー・ロバート・ゴア＝ブース（1950年 – ）

爵位の推定相続人は現当主の祖父の弟の曽孫にあたるポール・ワイアット・ジュリアン・ゴア＝ブース（1968年 – ）であり、その法定推定相続人は息子のドミニク・ピーター・ゴア＝ブース（2004年 – ）である。